# 한국산업단지공단
한국산업단지공단(韓國産業團地公團, Korea Industrial Complex Corporation, KICOX)은 대한민국 산업통상자원부 산하 위탁집행형 준정부기관이다. 본사는 대구광역시 동구 첨단로 39 (신서동 1144) 한국부동산원 북쪽에 있다.

## 사건·사고 및 논란

### 국정감사 중 한국산업단지공단 임원의 행패
2008년 10월 9일 국회 지식경제위원회의 한국산업단지공단에 대한 국정감사에서, 최철국 민주당 의원이 산업단지공단 동남지역본부 직원이 수억원의 공금을 횡령한 사건을 지적했다. 최철국 의원은 "한국산업단지공단 박모 과장이 2006년 5월부터 2년동안 산업단지클러스터 예산에서 5억4031만원을 횡령했다"며 "더구나 박 과장은 횡령하던 2007년 12월말 모범근로자 표창까지 받았다"고 말한 뒤 이어 "횡령 사건이 난 지역본부를 관장하던 ㅇ본부장이 횡령 사건 이후 서울지역본부장으로 오히려 영전됐다"고 질타했다. ㅇ본부장은 1시간여 뒤 화장실에 가는 최 의원을 따라가 담배갑을 의원한테 던지고, 라이터는 바닥에 집어던졌다. 그는 "국정감사가 끝난 뒤 두고 보자. 짜를 테면 짜르라"고 말한 것으로 전해졌다. 최 의원은 이를 피해 국감장으로 들어가려 했으나 박 본부장은 최 의원을 막아 선 채 계속 거칠게 항의하다 결국 국회 경위에게 끌려갔다. 이 사실이 전해진 뒤 감사는 중단됐다. 결국 이윤호 지식경제부 장관이 이날 오후 국정감사장에 출석해 공식 사과했다. 이 장관은 "일어나서도 안 되고 일어날 수도 없는 일이다. 저도 경악을 금치 못했고, 정말 죄송하다. 재발방지 대책을 마련하고 해당자는 중징계 인사 조처하겠다"며 거듭 사과했다.
이에 대해 정장선 지식경제위원회 위원장은 "의원 질의에 대해 밖에까지 따라가 행패를 부린 사례를 들어본 적이 없다"고 말했고, 여당 측인 한나라당 간사 김기현 의원도 "대단히 당황스럽고 유감스럽게 생각한다"고 동감을 표시했다. 국회 지식경제위원회는 본부장에 대한 문책 조처를 지켜본 뒤 날짜를 다시 잡아 국정감사를 재개하기로 했다.
ㅇ본부장은 국정감사장 앞에서 폭행 및 공무방해 등의 혐의로 현행범으로 체포돼 경찰 조사를 받았으며, 한국산업단지공단은 인사위원회를 열어 ㅇ본부장을 파면 조처하기로 했다. 또한 박봉규 한국산업단지공단 이사장과 부이사장도 지식경제부 장관에게 사표를 제출할 예정인 것으로 알려졌다.
최재성 민주당 대변인은 브리핑에서 "피감기관 임원이 난동을 부리는 사태는 정부·여당의 오만과 독선 따라하기"라며 "국민을 우습게 아는 정부·여당의 행태를 정부 관계자가 따라하는 것은 당연한 일"이라고 비판했다.

## 같이 보기
- 한국산업기술대학교
- 산업연구원
- 산업단지
  - 국가산업단지
  - 일반산업단지
  - 첨단산업단지
- 대한민국의 국가산업단지 목록
- 공업단지관리청